# 하수오
하수오(何首烏, Chinese knotweed 또는 tuber fleeceflower)는 중국이 원산지인 약초로 재배하는 여러해살이 덩굴식물이다. 학명은 Pleuropterus multiflorus이다.

## 개요
뿌리는 옆으로 길게 뻗으며 둥근 덩이뿌리가 생긴다. 심장형인 잎은 어긋나며 잎자루가 있고, 잎 가장자리에는 톱니가 없다. 꽃은 8 ~ 9월에 가지 끝에서 흰색으로 무리지어 원추꽃차례를 이루며, 열매는 세모진 달걀 모양이다. 하수오는 종기, 불면증 등에 효능이 있고 간과 신장을 보하며 머리를 검게 한다. 덩이뿌리는 감기, 관절염, 신경쇠약 따위에 약으로 쓴다. 의학서인 동의보감에 따르면, 중국 하씨(何氏) 성을 가진 사람이 하수오를 먹고 머리카락이 검어지면서 건강해졌다고 하여 하수오(何首烏)라고 전해진다.
하수오
[라틴명] Polygoni Multiflori Radix
[성 상] 이 약은 덩이뿌리로 방추형 또는 덩어리이며, 길이 5~15cm, 지금 3~10cm이다. 바깥면은 적갈색~흑갈색이며, 굵은 가로주름과 세로주름이 있다. 횡단면은 연한 유황색 또는 연한 갈색이며 원형의 이상유관속이 특유한 무늬를 이루고 있다.
```
이 약의 횡단면을 현미경으로 볼 때 사관부는 넓게 분포되어 있으며 형성층은 고리모양으로 되어 있다. 목부도관은 원형에 가깝고 작은 유조직 세포에는 수산석회결정이 집합되어 있다.
이 약은 냄새가 없고 맛은 조금 쓰고 떫다.
```

[확인시험] 1) 이 약의 가루에 암모니아시액을 떨어드리면 진한 적색을 나타낸다.
```
2) 이 약 1g을 달아 물 10mL를 넣고 끓인 다음 여과한 여액 1mL에 염화제이철시액 1~2방울을 넣으면 자색~청색을 나타낸다.
```

[건조감량] 14.0% 이하
[회 분] 5.0% 이하
[산불용성회분] 1.5% 이하
[엑스함량] 묽은아탄올엑스 17.0% 이상